# 蕭桁
もしかして
- 蕭衍

ではありませんか？